# 諏訪榮治郎
諏訪 榮治郎（すわ  えいじろう、John Eijiro Suwa, 1947年7月8日 - ）は、日本のカトリック教会聖職者でカトリック高松司教区司教。洗礼名は「ヨハネ」。

## 経歴
1947年7月8日、兵庫県神戸市で生まれる。上智大学で哲学と神学を学ぶ
。1976年11月23日に大阪で司祭叙階。1976年-1979年は園田教会、1979年-1981年は香里教会、1981年-1983年は夙川教会、1983年-1986年は玉造教会で助任司祭を務め、1986年-1988年は大阪教区小神学校の教師を務めた。
1995年の阪神・淡路大震災後、中山手教会・下山手教会・灘教会を統合したカトリック神戸中央教会設立に関わった。1997年からカトリック社会活動神戸センター長及び大阪教区内共同宣教司牧チームモデラトール。
その後、2005年から、カトリック高松教区に派遣され、高知地区協力宣教司牧モデラトールを務めていた。2011年3月25日、溝部脩教区長の定年による引退承認に伴い、教皇ベネディクト16世によってカトリック高松司教区司教に任命された。なお、同日には高松教区で働く浜口末男神父がカトリック大分教区司教に任命されている。
同年6月19日、高松教区司教座聖堂カトリック桜町教会で大阪大司教区の池長潤大司教主司式により司教に叙階された。
2022年9月26日、教皇フランシスコにより定年に伴う引退願いが受理された。